# Sekundární metabolit
Sekundární metabolity (specializované metabolity, toxiny, sekundární produkty nebo přírodní produkty) jsou organické látky vznikající v těle organismů (především rostlin, bakterií, hub, ale i některých živočichů – hmyz, korály), které nejsou přímo součástí procesu růstu, vývoje či rozmnožování daného organismu. Na rozdíl od primárních metabolitů nedostatek těchto látek nezpůsobuje okamžitou smrt, ale v dlouhodobém časovém rozmezí snižuje odolnost (plodnost, vzhled) organismu nebo nemá žádný dopad. Pro sekundární metabolity je typické, že jsou přítomny pouze v určitých organismech nebo buňkách. Bývají unikátní pro danou fylogenetickou skupinu organismů.
Funkce sekundárních metabolitů bývá většinou ekologické povahy. Tyto látky totiž slouží například jako ochrana proti býložravcům, predátorům, parazitům a nemocem, při mezidruhové kompetici a pro větší úspěšnost rozmnožování (například pigmenty, atraktivní vůně).
Sekundární metabolity mají často farmakologické účinky. Mohou tak sloužit k výrobě léků nebo jiných podpůrných produktů. Lidé tak používají sekundární metabolity například jako léky, látky určené k aromatizaci, pigmenty a rekreační drogy.
Vedle sekundárních metabolitů existují primární metabolity, které jsou pro život nezbytné a vyskytují se téměř ve všech organismech. Veškeré přírodní látky produkované živými organismy vznikají na základě metabolických procesů jako primární nebo sekundární metabolity.

## Historie a využití
Termín sekundární metabolit byl poprvé použit v roce 1910 německým lékařem Albrechtem Kosselem, laureátem Nobelovy ceny za medicínu a fyziologii za rok 1910. O třicet let později polský botanik Friedrich Czapek popsal sekundární metabolity jako konečné produkty metabolismu dusíku.
Jedním z nejznámějších přínosů sekundárních metabolitů je růstový inhibiční účinek plísně Penicillium notatum na bakterie, objevený Alexanderem Flemingem v roce 1928, který tvoří základ antibiotické léčby.

## Klasifikace sekundárních metabolitů
K sekundárním metabolitům patří:
- Alkaloidy: kokain, morfin, tetrodotoxin, atropin, ...
- Terpeny: steroidy (včetně saponinů), artemisinin, THC, ...
- Glykosidy: glukosinoláty, ...
- Fenoly: resveratrol, ...
- Fenaziny: pyokyanin, ...
- Polyketidy: erythromycin, diskodermolid, ...
- Produkty při syntéze mastných kyselin: floroglucinol, ...
- Neribozomální peptidy: vankomycin, thiostrepton, ...

## Metabolismus

### Primární metabolismus
Biochemické pochody (například fotosyntéza rostlin nebo glykolýza u živočichů) probíhající u většiny organismů se nazývají primární metabolismus. Vznikají tak základní látky (sacharidy, lipidy, 20 základních proteinogenních aminokyselin, nukleové kyseliny a některé deriváty těchto látek). Tyto látky se souhrnně nazývají primární metabolity.
Primární metabolity se vyskytují v mikroorganismech, rostlinách, živočiších i houbách. Je pro ně typické, že se vyskytují téměř ve všech organismech a mají zásadní význam pro existenci života. Potvrzují tak evoluční příbuznost všech organismů.
Na rozdíl od sekundárních metabolitů nevykazují primární metabolity žádné farmakologické účinky.

### Sekundární metabolismus
Kromě primárního metabolismu probíhají biochemické pochody, které jsou individuální pro různé organismy. Tyto reakce se nazývají sekundární metabolismus a jejich produktem jsou sekundární metabolity. Sekundární metabolity nejsou přímo zapojeny do hlavních metabolických procesů, ale obvykle mají důležitou ekologickou funkci (relační funkci).
Sekundární metabolismus závisí převážně na prekurzorech primárního metabolismu (aminokyseliny, acetyl-CoA, kyselina mevalonová a meziprodukty biosyntézy kyseliny šikimové). Sekundární metabolity se obvykle vylučují jako metabolické konečné produkty vylučováním.
Rostliny produkují například tyto sekundární metabolity alkaloidy, glykosidy, terpeny, silice, třísloviny, hořčiny, balzámy, pryskyřice a mnoho dalších látek. Mezi sekundární metabolity patří také námelové alkaloidy, antibiotika, naftaleny, nukleosidy, fenaziny, chinoliny, terpenoidy, peptidy a růstové faktory.
Na rozdíl od primárních metabolitů vykazují sekundární metabolity farmakologické účinky. Jsou proto využívány pro výrobu léků nebo jiných podpůrných sloučenin.

## Rozdíly mezi primárním a sekundárním metabolismem
Mezi primárním a sekundárním metabolismem neexistuje ostrá hranice, neboť sekundární metabolismus navazuje na primární. Oba děje jsou mezi sebou úzce propojeny a nelze je tedy jednoznačně definovat. Například některé sacharidy patří mezi primární metabolity a jiné se řadí mezi sekundární metabolity.
|                     | Primární metabolismus                     | Sekundární metabolismus              |
| ------------------- | ----------------------------------------- | ------------------------------------ |
| Vztah k životu      | zásadní, je nezbytný                      | specifický, není nezbytný            |
| Vztah k růstu       | zásadní pro růst a výstavbu organismu     | nebývá spojen s růstem               |
| Fyziologický význam | přesně definovaný                         | často není přesně znám               |
| Aktivita            | aktivní v průběhu celého životního cyklu  | aktivní pouze za určitých podmínek   |
| Existence           | existuje ve všech živých organismech      | existuje pouze u některých organismů |
| Povaha produktů     | definované složení a jednoduchá struktura | směsi látek a složitá struktura      |